# Міле Смодлака
Міле Смодлака (1 січня 1976) — хорватський ватерполіст.
Учасник Олімпійських Ігор 2000, 2004, 2008 років.
Чемпіон світу з водних видів спорту 2007, 2017 років, призер 2019 року.